# Austrophorocera immersa
Austrophorocera immersa là một loài ruồi trong họ Tachinidae.